# Fia Sundevall
Fia Maria Catharina Sofia Cottrell-Sundevall, ursprungligen Maria Catharina Sofia Sundevall, född 21 december 1974 i Katarina församling i Stockholm, är en svensk forskare och docent i ekonomisk historia, verksam vid Stockholms Universitet.
Hennes forskningsspecialisering är inom rösträttens ekonomiska historia, genus, sexualitet, militärhistoria och arbetarhistoria.  Hon är författare till flera böcker och disputerade med avhandlingen Det sista manliga yrkesmonopolet. Genus och militärt arbete i Sverige 1865–1989. Hon var, tillsammans med Klara Arnberg och David Tjeder, redaktör för boken Könspolitiska nyckeltexter: från Det går an till #metoo.
År 2013 valdes hon till årets lärare vid Stockholms universitet.
Fia Cottrell-Sundevall är dotter till författaren Dick Sundevall och syster till journalisten Carl M. Sundevall.